# Artomyces pyxidatus
Artomyces pyxidatus là một loài nấm san hô. Điểm đặc trưng nhất của nó là có hình dạng giống như vương miện trên đỉnh và các nhánh của nó.